# Three (album U2)
Three – pierwsza EP rockowej grupy U2. EP-ka została wydana 26 września 1979, przez wytwórnię Island Records. Producentami wydawnictwa byli zespół U2 i Chas de Whalley. Płyta była nagrywana w Windmill Lane Studios w Dublinie.
Trzy utwory z tej Ep-ki zostały wyprodukowane jako 12-calowe a następnie 7-calowe single, z początkowym cyklem 1000 pojedynczo numerowanych kopii. Zostały one wydane sześciokrotnie, ale nadal są rzadkością i zostały po raz pierwszy wydane na płycie w 2008 roku jako dodatek do reedycji albumu "Boy".
Gdy ep-ka się ukazała zespół wydał kolejne trzy utwory, którego 2 pierwsze nie znalazły się na debiutanckim albumie z 1980 roku.
Tymi utworami były: "Another Day", "11 O'Clock Tick Tock" oraz "A Day Without Me" (utwór trzeci był pierwszym singlem zapowiadającym album "Boy").

## Lista utworów
| 1. | "Out of Control"   | 3:58  |
|    |                    |       |
| 2. | "Stories for Boys" | 2:39  |
|    |                    |       |
| 3. | "Boy-Girl"         | 3:21  |
|    |                    |       |
|    |                    | 09:58 |
|    |                    |       |
Dwa pierwsze utwory znalazły się na płycie "Boy", aczkolwiek w nowych wersjach. Out of Control był głównym singlem ep-ki.
Pozostałe dwa były stroną B singla "Out of Control".

## Skład
- Bono – wokal
- The Edge – gitara, wokal wspierający
- Adam Clayton – bas
- Larry Mullen, Jr. – perkusja